# سالي دوغلاس
سالي دوغلاس (بالإنجليزية: Sally Douglas)‏ هي ممثلة بريطانية، ولدت في 30 نوفمبر 1941 في المملكة المتحدة، وتوفيت في 1 سبتمبر 2001.

## وصلات خارجية
- سالي دوغلاس على موقع IMDb (الإنجليزية)
- سالي دوغلاس على موقع قاعدة بيانات الفيلم (الإنجليزية)